# Bergart

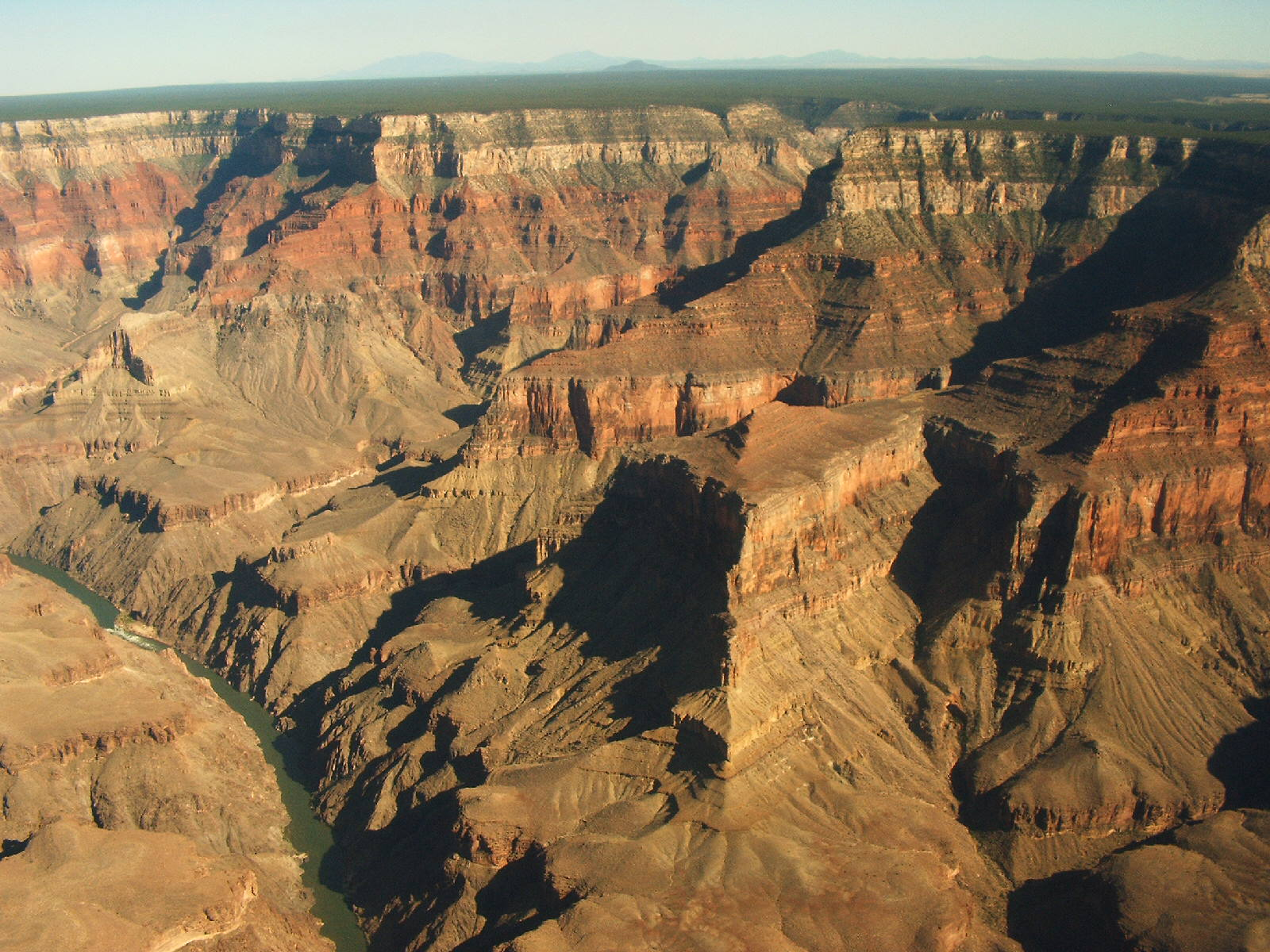
Grand Canyon i USA är ett snitt genom ett antal lager av sedimentära bergarter.

Bergart är en fast oorganisk substans, som definieras av de mineral som ingår, deras kemiska sammansättning, storlek, form och textur, samt på vilket sätt som den har bildats. Man delar vanligen in bergarter i fyra huvudgrupper: magmatiska bergarter, metamorfa bergarter, sedimentära bergarter samt meteoriter. Bergarterna ingår i berggrunden som bygger upp jordskorpan.
Även om bergarter ur ett mänskligt perspektiv verkar eviga, utsätts de för förändring av en rad geologiska processer som verkar över lång tid. Det geologiska kretsloppet beskriver en rad sådana processer, som hur de olika typerna av bergarter bildas och hur de övergår i varandra. Magmatiska bergarter bildas när magma svalnar i jordskorpan, eller när lava svalnar på markytan eller havsbotten. De metamorfa bergarterna bildas när befintliga bergarter utsätts för så stora tryck och temperaturer att de omvandlas, något som exempelvis inträffar när kontinentalplattor krockar. De sedimentära bergarterna bildas genom diagenes eller litifiering av sediment som i sin tur bildats genom vittring, transport och deposition (avlagring) av befintliga bergarter. Meteoriter består av bergarter eller metaller som faller ned på jorden från rymden. 
Bergarternas struktur, sammansättning och uppkomst studeras bland annat inom ämnena petrologi, mineralogi, kristallografi och sedimentologi.

## Bergartscykeln

Förklaring, processer:
1. Vittring, transport, litifiering
2. Uppsmältning
3. Metamorfos genom tryck och temperatur
4. Avsvalning, Kristallisation

Växelverkan mellan de olika typerna av bergarter, magma och sediment kan illustreras med bergartscykeln, som är en beskrivning av det geologiska kretsloppet. Bergartscykeln illustreras i figuren till höger.
Magma kan kristallisera i jordskorpan, produkten kallas då intrusiv magmatisk bergart. Om magman kristalliserar på jordytan, genom vulkanism benämns bergarten som extrusiv, eller vulkanisk magmatisk bergart. 
Bergarter på markytan utsätts för eroderande och vittrande krafter som skiljer av, och transporterar bort bergartsfragment, sediment och avsätter, deponerar dem på en plats där den potentiella energin är lägre, vanligen i havet. När sediment överlagras av andra sediment, ökar trycket och sedimentet litifieras, och blir en sedimentär bergart. 
Sedimentära, metamorfa och magmatiska bergarter omvandlas genom påverkan av högt tryck och hög temperatur, metamorfos, till metamorfa bergarter. 
Metamorfa och sedimentära bergarter kan liksom magmatiska brytas ned genom vittring. Magmatiska, sedimentära och metamorfa bergarter kan alla hamna på så stort djup att de smälts upp och bildar ny magma, detta kan till exempel inträffa i subduktionszoner.

## Magmatiska bergarter
| Magmatiska bergarter (urval)                                                 | Magmatiska bergarter (urval)                                                      |
| ---------------------------------------------------------------------------- | --------------------------------------------------------------------------------- |
| - Agglomerat - Alnöit - Andesit - Basalt - Diabas - Diorit - Gabbro - Granit | - Hyperit - Lava - Obsidian - Pegmatit - Peridotit - Pimpsten - Porfyr - Porfyrit |

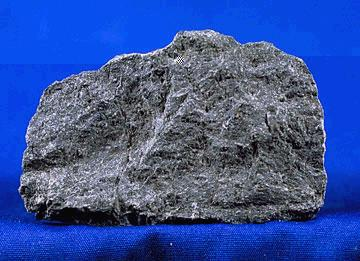
Basalt, en extrusiv magmatisk bergart.

En magmatisk bergart bildas genom att magma som tränger genom jordskorpan stelnar. Extrusiva magmatiska bergarter bildas genom vulkanism, dessa kallas också för vulkaniska bergarter. Intrusiva magmatiska bergarter bildas å andra sidan när magma stelnar på ett större djup eller när magma tränger upp genom, och stelnar i, sprickor i den omkringliggande bergmassan. 

### Kemiska egenskaper
Det finns tre huvudtyper av magmor som bildar magmatiska bergarter: basaltiska, med lågt innehåll av kisel, traditionellt analyserad och redovisad som kiseldioxid (SiO2), ryolitiska, med högt SiO2-innehåll och andesitiska som är ett mellanting.
Magmatiska bergarter kan klassas som felsiska, intermediära, mafiska eller ultramafiska beroende på deras respektive innehåll av kisel, vilken i sin tur beror på magmans ursprung. Ofta kan man se benämningarna sur respektive basisk bergart. Eftersom dessa benämningar lätt förväxlas med vätejonkoncentration, pH, ersätts de alltmer av felsisk och mafisk.
Ordet felsisk är en konstruktion av feldspar och silica, de engelska namnen på fältspat och kvarts, som är dominerande mineral. Ordet mafisk är på samma sätt en konstruktion av magnesium och ferrum, järn på latin. Magnesium och järn finns i de mörkare mineralen som utgör grunden för de mafiska bergarterna. Felsiska (ljusa) mineral innehåller mindre kalcium samt mer natrium och kalium än mafiska, är mer vittringsbeständiga och smälter (och stelnar) vid en lägre temperatur.

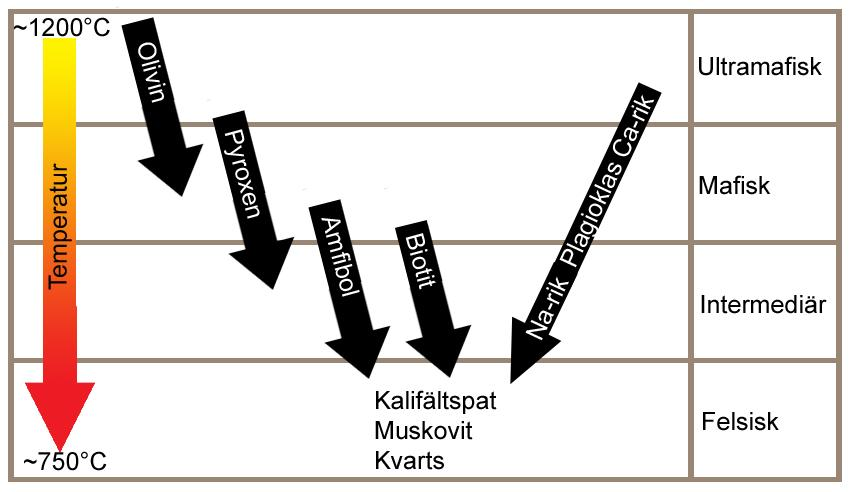
Bowens reaktionsserien beskriver den ordning som de vanligaste mineralen i magmatiska bergarter kristalliserar i.

Bowens reaktionsserie beskriver vilken ordning mineral kristalliserar i en svalnande magma. Kiseldioxid, SiO2 kristalliserar vid låg temperatur, och därför bildas först kiselfattiga mineral och sedan alltmer kiselrika mineral, allteftersom temperaturen minskar. På ena sidan i reaktionsserien finns den så kallade osammanhängande grenen, där mineralen innehåller järn och magnesium. Här har olivin högst smältpunkt, ungefär 1 200 °C, och lägst andel SiO2. Olivin kristalliserar därmed tidigt när magman svalnar, sedan följer pyroxen, amfibol och biotit med ökande andel SiO2. Plagioklas bildas i den sammanhängande grenen där kalciumrik plagioklas kristalliserar vid hög temperatur, och allteftersom avsvalningen fortskrider minskar andelen kalcium, samtidigt som andelen natrium ökar. Muskovit och kalifältspat har högre andel SiO2 och kristalliserar vid ännu lägre temperaturer. Sist kristalliserar kvarts, som är ren SiO2.

### Textur
Magmatiska bergarter kan uppvisa olika textur, beroende på hur de har bildats. Grovkorniga har kristalliserat långsamt; med en hög temperatur i omgivningen. Denna miljö återfinns på stort djup i jordskorpan, och ger mineralkristallerna tid att växa sig så stora att de lätt kan ses med blotta ögat. Finkorniga magmatiska bergarter, å andra sidan, har stelnat nära, eller på markytan. På markytan är temperaturskillnaden mot omgivningen stor och avkylningen blir därför så snabb att inga stora mineralkorn hinner utvecklas. Porfyriska bergarter har bildats av en magma som har utsatts för en förändring i avsvalningshastighet, dessa bergarter har därför både stora och små mineralkorn. Glaslik textur återfinns hos bergarter som bildats vid vulkanutbrott där magman stelnat väldigt snabbt. Obsidian är en tät form, som ser ut som svart glas, men även pimpsten räknas som glaslik textur, och bildas när magman innehåller mycket lösta gaser som gör pimpstenen porös.

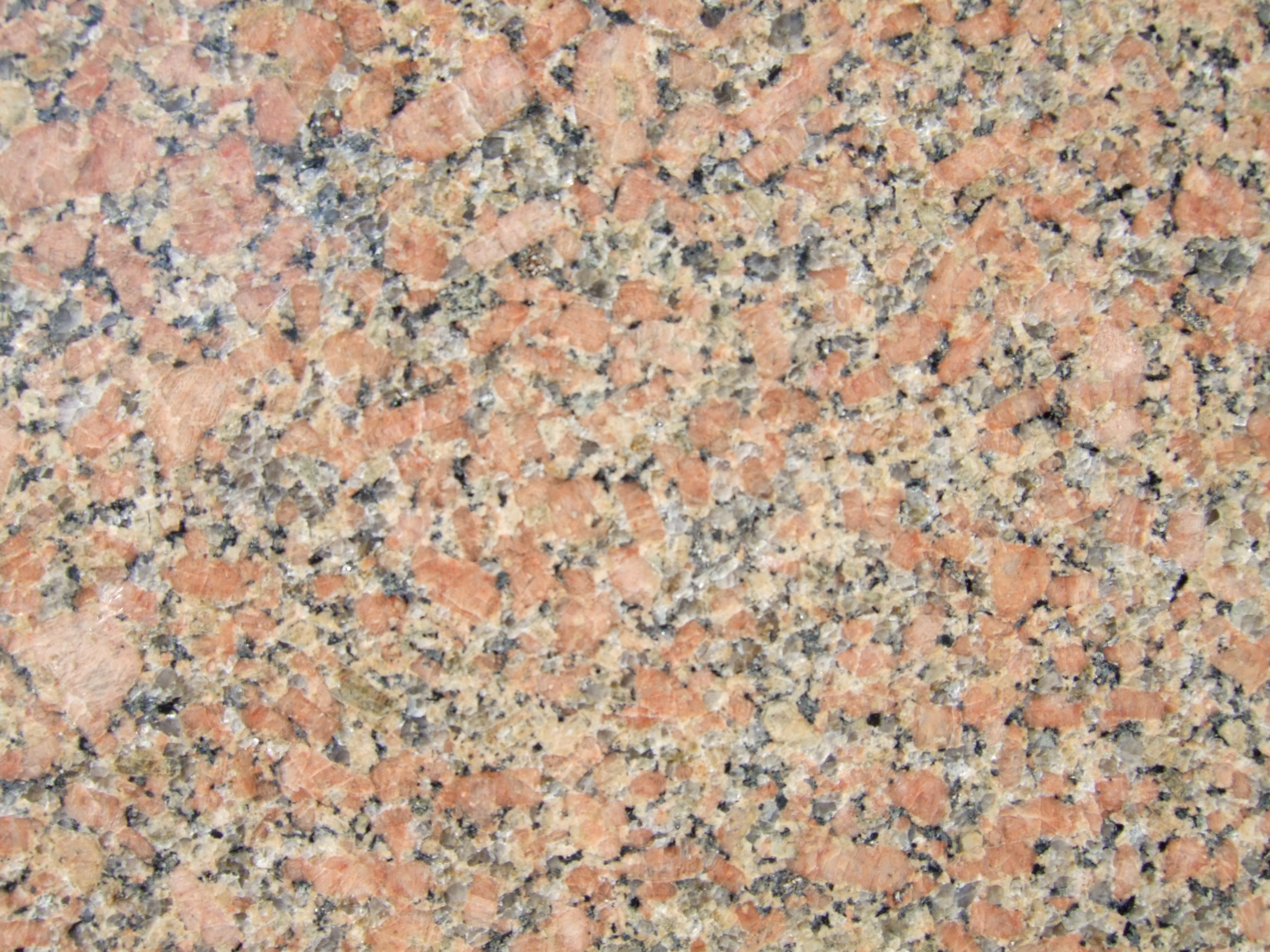
Granit, grovkornig textur
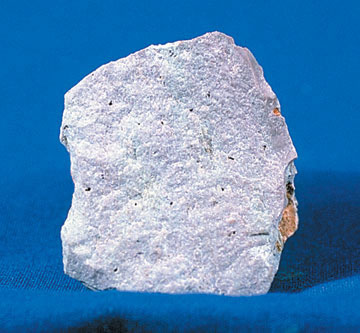
Ryolit, finkornig textur
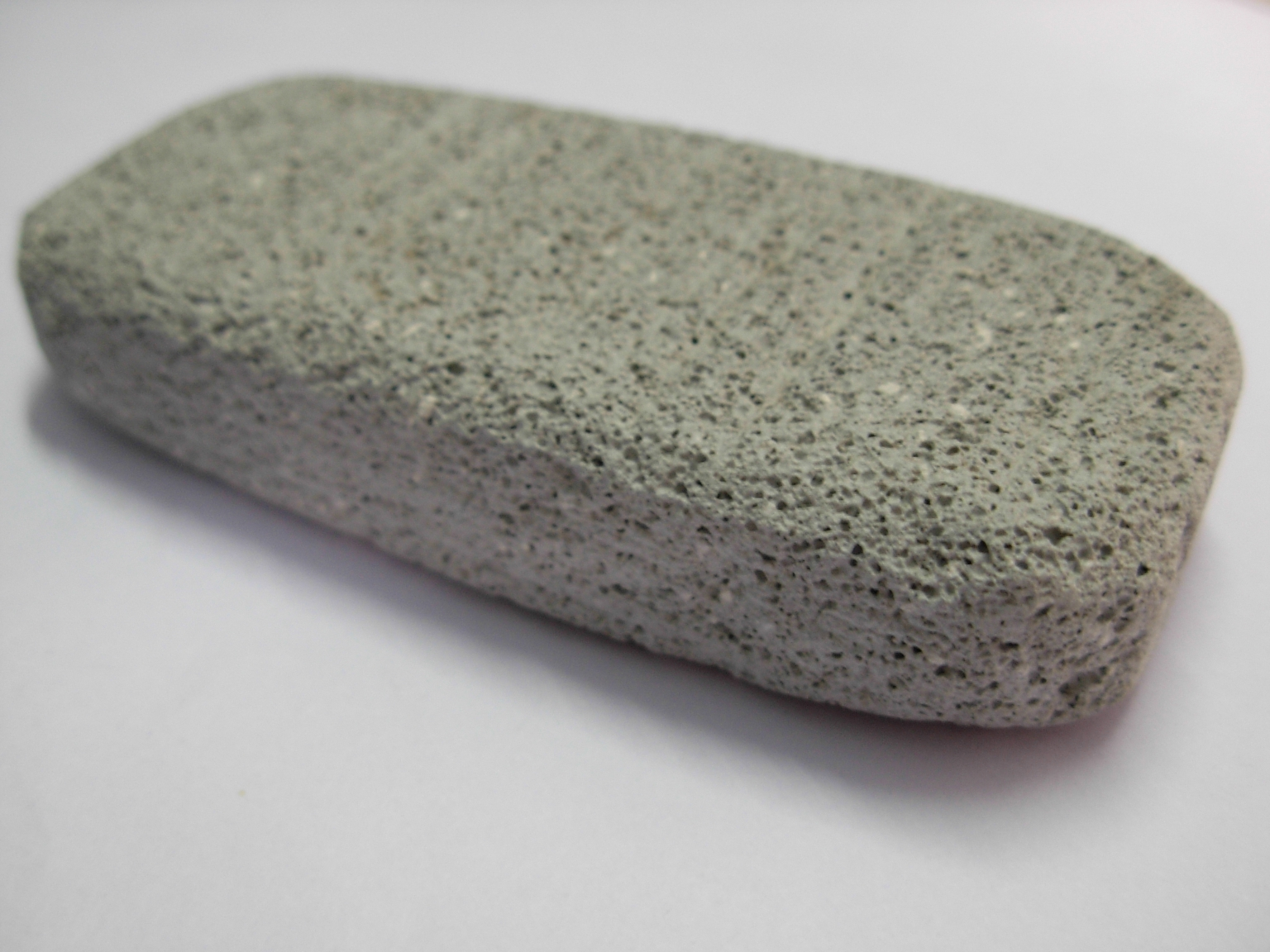
Pimpsten, glaslik textur
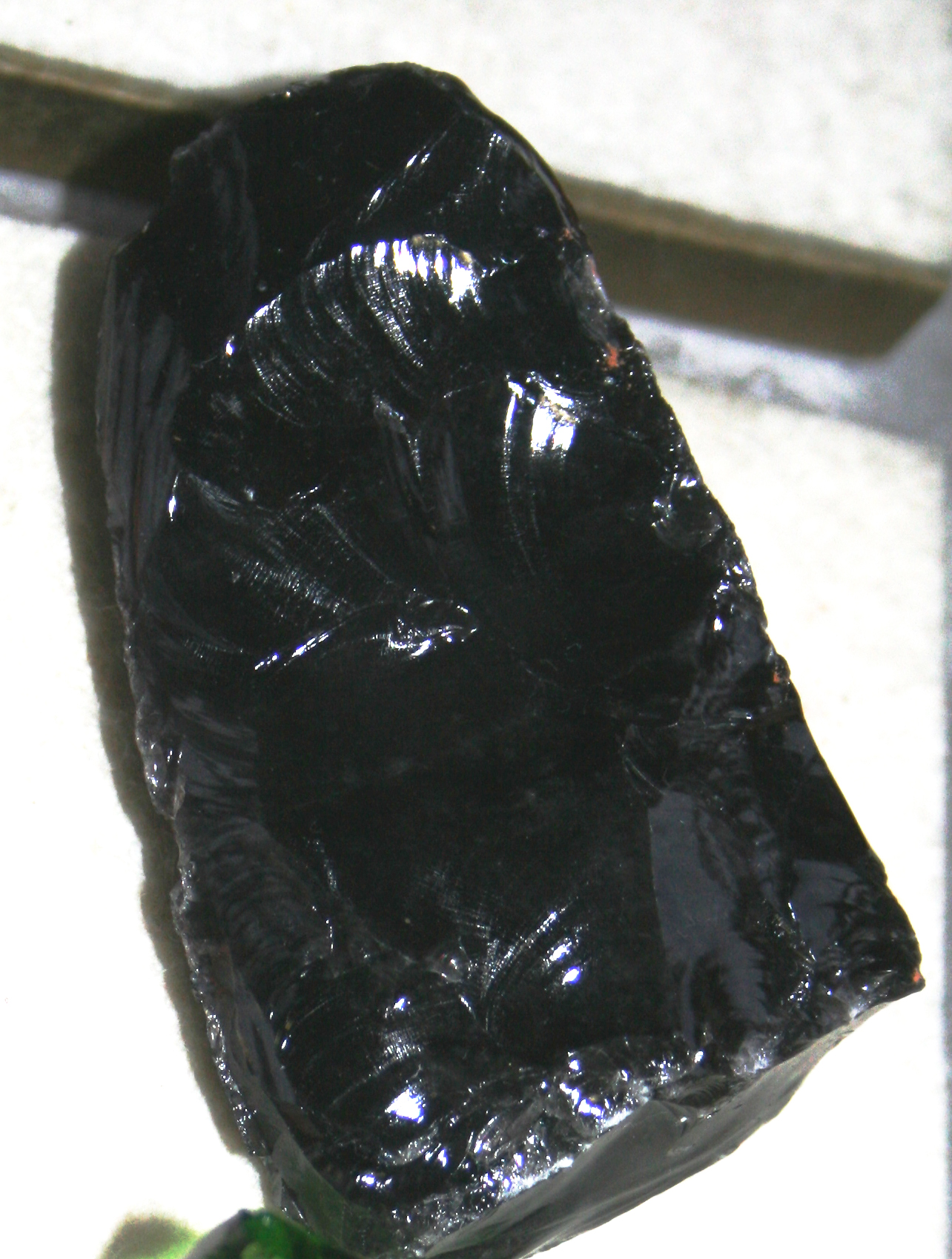
Obsidian, glaslik textur
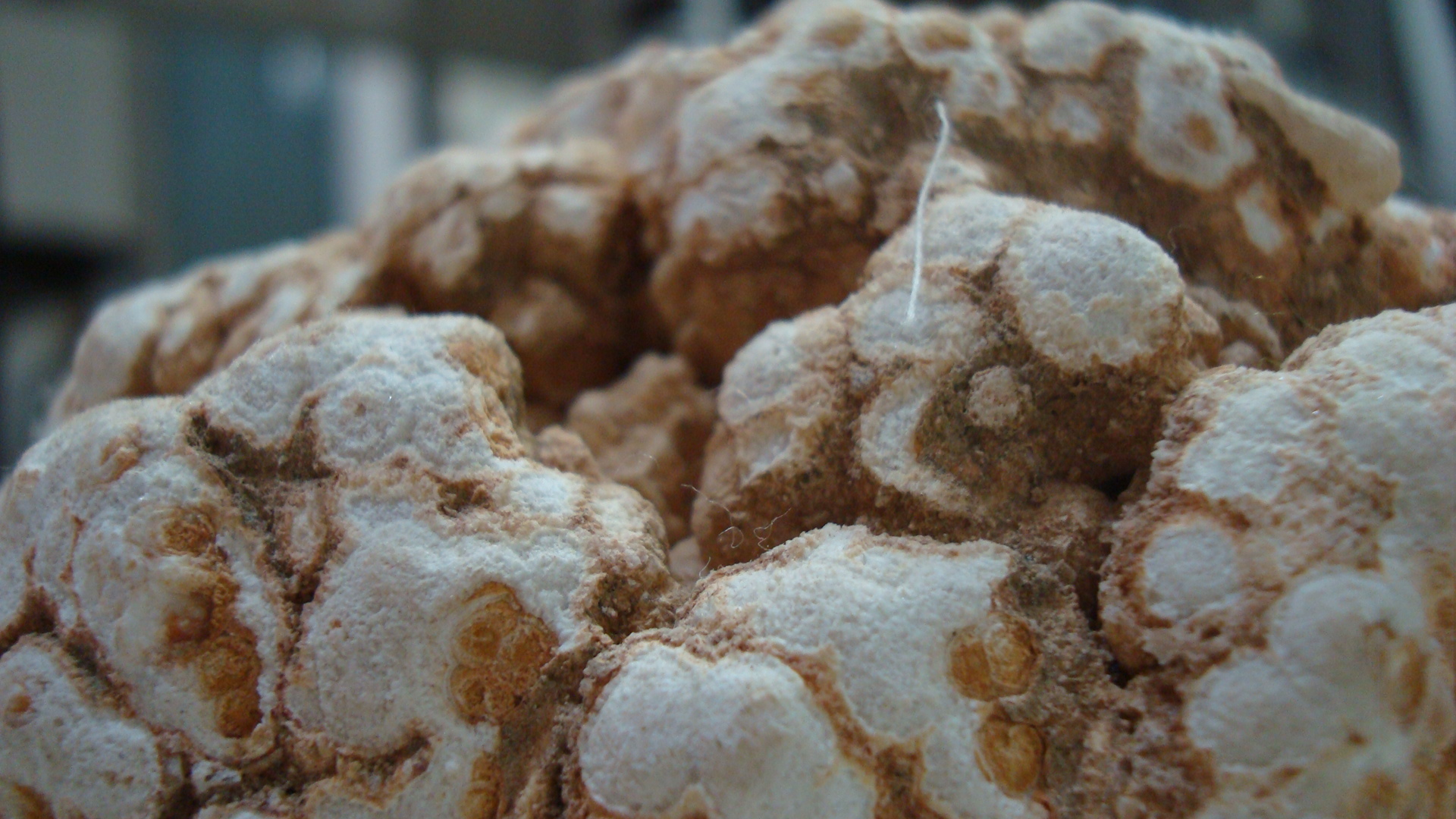

### Olika typer av magmatiska bergarter
| Klass       | vikt-% SiO2 |
| ----------- | ----------- |
| Felsisk     | > 66 %      |
| Intermediär | 52 - 66 %   |
| Mafisk      | 45 - 52 %   |
| Ultramafisk | < 45 %      |

Magmatiska bergarter kan, som nämns ovan, delas in efter kiselinnehåll, gränser för dessa klasser ges i intilliggande tabell. De magmatiskt bildade bergarterna kan även kategoriseras efter vilka betingelser på eller i jordskorpan som de bildas. En sådan indelning är djupbergart – gångbergart och ytbergart – som beskrivs närmare nedan.

#### Djupbergarter

Mineralsammansättningen och kiselhalten hos bergarter och exempel på yt- och djupbergarter.

Djupbergart är benämningen för en bergart som bildats när en magmakropp kristalliserat på stort djup i jordskorpan. En sådan magmakropp kallas pluton och en annan benämning är därför plutonisk bergart, efter romarnas namn på underjordens gud, Pluto. Djupbergarter har ett relativt enhetligt utseende, men varierar i färg och kornstorlek. När kristallisationen av en magma går mot sitt slut anrikas den på vatten, vilket underlättar transport av joner, något som gynnar tillväxten av kristaller, därför återfinns mycket grovkorniga bergarter som pegmatit i de delar av en magma som kristalliserar sist. Djupbergarter och gångbergarter kan gemensamt benämnas intrusiva bergarter, eftersom de tränger in i den befintliga bergmassan. Djupbergarter finns i gamla och nya bergskedjor, dock bara på kontinenterna.

#### Ytbergarter
Ytbergarter, eller extrusiva bergarter bildas genom vulkanism på eller nära markytan (eller havsbotten) eller i plattektoniska gränser, till exempel mittatlantiska ryggen. Magma avkyls mycket fort i luft eller vatten, och därför för ytbergarter finkornig textur. Exempel på ytbergarter är porfyr och basalt.

#### Gångbergarter
Gångbergarter bildas när magma tränger in i sprickzoner eller svaghetsplan i andra bergarter. Detta kan till exempel ske runt en pluton eller i sprickor vid en kontinental spridningsrygg. Gångbergarter kan därför förekomma både på land och havsbotten. Kristallisationen kan ske under varierat tryck och temperatur, beroende på hur just den aktuella bildningsorten är belägen. Generellt kan sägas att tryck och temperatur ligger mellan de för djupbergarter och ytbergarter. Detta ger i sin tur i huvudsak upphov till bergarter med mellanstor kornstorlek. Exempel på gångbergarter är pegmatit och diabas.

## Metamorfa bergarter
| Metamorfa bergarter (urval)                        | Metamorfa bergarter (urval)             |
| -------------------------------------------------- | --------------------------------------- |
| - Amfibolit - Glimmerskiffer - Gnejs - Hälleflinta | - Leptit - Marmor - Migmatit - Täljsten |

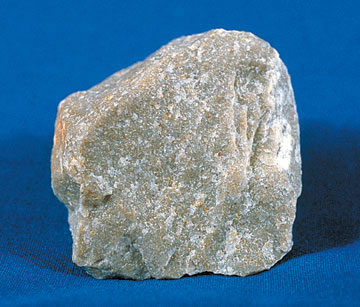
Kvartsit, metamorf sandsten.

Då redan bildade bergarter (Magmatiska eller Sedimentära) utsätts för höga tryck och/eller temperaturer kan deras mineralsammansättning och kristallstruktur förändras, man säger att den ursprungliga bergarten genomgår metamorfos. Den resulterande bergartens struktur och mineralsammansättning kan vara mycket olika ursprungsbergartens, vilket innebär att det kan vara svårt att se om den omvandlade bergarten från början var en sedimentär eller magmatisk bergart. 

Graden av metamorfos hos bergarter som härstammar från en basaltisk magma; facies kan beskrivas med detta diagram.
Exempel: Amfibolit har omvandlats under tryck i intervallet 2–12 kilobar (0,2–1,2 GPa och temperatur i intervallet 450–750 °C.

Graden av metamorfos hos en bergart kan beskrivas med ett antal facies, där varje facies karaktäriseras av ett antal bergarter vars mineralkombinationer är stabila inom ett visst intervall av tryck och temperatur. Teorin om metamorf facies presenterades 1915 av den finländske geologen Pentti Eskola, som en vidareutveckling av den i Norge verksamme mineralogen och geokemisten Viktor M. Goldschmidts teori om metamorf grad, från början av 1900-talet.
Vid kollision mellan tektoniska plattor är temperaturen dominerande faktor, därför utvecklas metamorfosen vanligen längs en linje genom grönskiffer- amfibolit- och granulitfacies. För subduktion mellan tektoniska plattor är det istället trycket som är dominerande, och metamorfosen utvecklas genom blåskiffer- och eklogitfacies.

### Metamorfa miljöer
Metamorfos är den omvandlingsprocess som bergarter genomgår när de utsätts för höga tryck och temperaturer. Höga tryck och temperaturer kan uppkomma i en rad olika typmiljöer, varav några beskrivs nedan:
Regionalmetamorfos förekommer i stora områden, till exempel bergskedjor. Då tektoniska plattor konvergerar och de övre lagren av plattorna veckas och pressas nedåt utsätts de för kraftigt ökat tryck och ökad temperatur. Detta leder till både omkristallisation och texturförändringar. Gnejs är ett exempel på bergart som bildas genom regionalmetamorfos.
Kontaktmetamorfos sker när bergarter som ligger invid en magma påverkas av värmen från magman. Storleken på magman påverkar hur långt ut i den intilliggande bergmassan som metamorfos äger rum. Vid en stor magmakropp, som en stor batolit kan det röra sig om flera kilometer, medan vid mindre gångar kan det vara frågan om ett fåtal centimeter. Kontaktmetamorfos inträffar på alla djup i jordskorpan, men är tydligast när det inträffar nära ytan, eftersom trycket är lågt, och temperaturavvikelsen blir stor. Eftersom kontaktmetamorfos inte inbegriper något extra tryck kommer kristallerna inte att orienteras i någon särskild riktning.
Hydrotermisk metamorfos äger rum när heta, jonrika vätskor som flyter i sprickor i berget påverkar omkringliggande bergmassa. Detta inträffar ofta i samband med magmatisk aktivitet, eftersom denna bidrar med den värme som krävs.
Nedsänkningsmetamorfos inträffar när sediment eller bergarter utsätts för ökat tryck allteftersom mer material avsätts ovanpå, det större djupet i jordskorpan medför även ökad temperatur, och omkristallisering sker. Däremot sker inga märkbara deformationer. Trycket och temperaturen vid nedsänkningsmetamorfos är lägre än för regionalmetamorfos.
Impaktmetamorfos, eller chockmetamorfos sker när meteoriter träffar jordytan, varvid meteoritens enorma rörelseenergi omvandlas till värme och tryckvågor i berget som träffats. I vissa fall har sådana nedslag givit upphov till coesit, en mycket tät form av kvarts, och även små diamanter. Förekomsten av dessa mineral visar att åtminstone kortvarigt ger meteoritnedslag minst lika höga tryck och temperaturer som i mantelns övre del, där dessa mineral vanligen bildas.

### Textur

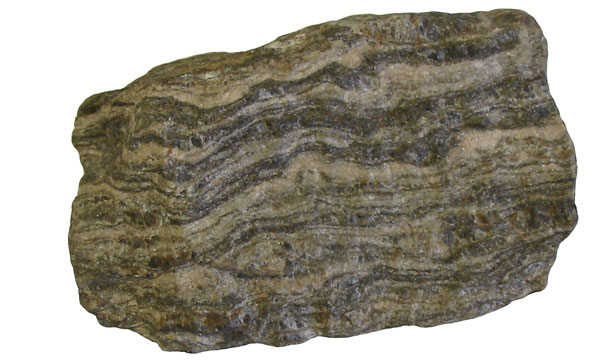
Gnejs, en folierad metamorf bergart som bildas vid regionalmetamorfos.

Texturen hos metamorfa bergarter kan översiktligt kategoriseras med begreppet foliation, som innebär att mineralkornen i bergarten är orienterade parallellt. Denna parallellstruktur behöver inte nödvändigtvis vara rak, utan är ofta vågig. Nedan beskrivs ett antal folierade och icke-folierade metamorfa texturer.

#### Folierad textur
Skiffrig spaltning innebär att bergarten vanligen spricker eller klyvs på samma sätt som skiffer; längs parallella plan. Skiffer kan uppkomma genom låggradig metamorfos av till exempel lerskiffer eller finkornig ryolit.
Gnejsig textur innebär att ljusa och mörka mineralkorn ordnas i band, och är ett resultat av mellan- till höggradig metamorfos.

#### Ickefolierad textur
När mineralkornen i en metamorf bergart inte är orienterade i någon särskild riktning benämns texturen som ickefolierad. Exempel på ickefolierade metamorfa bergarter är marmor, kvartsit, antracit och hornfels.

## Sedimentära bergarter
| Sedimentära bergarter (urval)                                            | Sedimentära bergarter (urval)                                                  |
| ------------------------------------------------------------------------ | ------------------------------------------------------------------------------ |
| - Arkos - Alunskiffer - Bentonit - Breccia - Dolomit - Evaporit - Flinta | - Gråvacka - Kalksten - Konglomerat - Lerskiffer - Sandsten - Skiffer - Tillit |

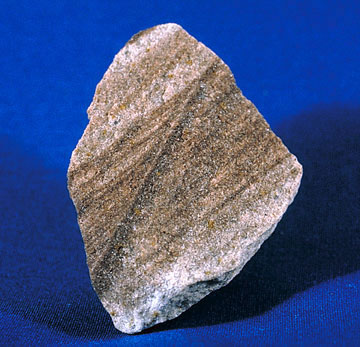
Kvartsrik sandsten, en sedimentär bergart.

Den största delen av jordskorpan består av magmatiska och metamorfa bergarter; uppskattningsvis 90–95 % av de översta 16 km av jordskorpan består av magmatiska eller metamorfa bergarter. Trots detta är största delen av jorden täckt av sediment. I princip all havsbotten är täckt av sediment och 70–80 % av kontinenterna täcks av sedimentära bergarter. Alltså är sedimenten, trots sin ringa volym intressanta eftersom de är koncentrerade till jordytan. Alla fossil finns i sediment, sedimentära bergarter, eller metamorfa sedimentära bergarter, dessa utgör därför en viktig grund för att förstå de förhållanden som tidigare rådde på jordytan. Sedimentär berggrund är också högst intressant när det gäller naturresurser. Energikällor som olja, naturgas, kol och uran utvinns ur sedimentära bergarter. Även järn, aluminium, mangan, fosfor för konstgödsel och cement går alla att utvinna ur sedimentära bergarter.
Sedimentära bergarter kan delas in efter sediment som är avsatta i vattenmiljö och sediment som är avsatta på land. Genom olika vittrings- och erosionsprocesser bryts bergarter runt omkring oss ner. Vittringsprodukterna i form av grus, sand, silt, lera och joner transporteras ut till sjöar och hav via floder. När partiklarna når en tillräckligt låg hastighet faller de enligt Hjulströms diagram ned till botten och bildar sediment. Sedimenten kommer med tiden att överlagras av yngre sediment, detta ökar trycket på de äldre sedimenten. Det ökade trycket medför att sedimenten kompakteras; dess porositet minskar. Om trycket ökar ytterligare sedan kornen i sedimentet är maximalt kompakterade börjar kornen lösas upp i kanterna och de lösta mineralen förs bort av vattnet i porerna. Detta kallas tryckupplösning. När ytterligare sediment överlagrar sedimentpacken ökar den geotermiska gradienten, något som påskyndar kemiska reaktioner mellan sedimentkorn och porvatten. Så småningom kommer kristaller att börja bildas i porerna, när lösta mineral i porvattnet fälls ut. Denna process kallas cementering och ökar vidhäftningen mellan kornen såpass att sedimentet kan betraktas som en bergart. Processen under vilken en sedimentpacke ombildas till en sedimentär bergart kallas diagenes. 
När sedimenten är avsatta på land litifieras de som sediment avsatta under vatten, med skillnaden att porvattnet inte spelar lika stor roll. Exempel på sediment avsatta på land som kan bilda sedimentära bergarter är ökensand och vulkanaska. Sedimentära bergarter brukar delas in i olika bergartsformationer vilka kan bestå av flera olika bergarter.

### Olika typer av sedimentära bergarter
Sedimentära bergarter kan delas in i olika grupper, baserat på ursprung och sammansättning. Klastiska bergarter underindelas efter kornstorleken, medan karbonatbergarter, kemiskt utfällda, organogena och pyroklastiska bergarter delas in efter mineralsammansättning.

#### Klastiska bergarter
Klastiska sedimentärbergarter bildas genom diagenes av sediment från magmatiska, metamorfa eller sedimentära bergarter. De klassificeras efter hur stora de ingående mineralkornen är. 
- Breccia har grova, kantiga korn, ofta i grusfraktion.[23]
- Konglomerat har rundade korn upp till grusfraktion. Ett konglomerat där alla ingående gruskorn har samma ursprungsbergart kallas monomikt, och om det är olika ursprungsbergarter kallas konglomeratet polymikt.[23]
- Sandsten består av sandkorn och klassificeras efter ingående mineral. De vanligaste mineralen är kvarts och fältspat, eftersom dessa är mest svårvittrade av de vanliga mineralen, och därför med tiden kan hamna i sedimentpackar som genomgår diagenes. Klassificeringen av sandsten sker i fyra huvudtyper; Kvartsarenit, som innehåller minst 95 % kvarts, arkos, som innehåller minst 25 % fältspat, litharenit, som innehåller mer bergartsfragment än fältspat, och slutligen gråvacka som är leriga, kloritrika bergarter med fina korn av kvarts och fältspat.[23]
- Lersten innehåller lermineral och kvarts i siltfraktion och saknar skiktning.[24]
- Skiffer innehåller mest lermineral, som är platta, och vid sedimentering och efterföljande tryckökning orienteras de i samma riktning. På grund av denna orientering spricker skiffer lätt upp i tunna skivor, något som den mer massiva lerstenen inte gör.[24]

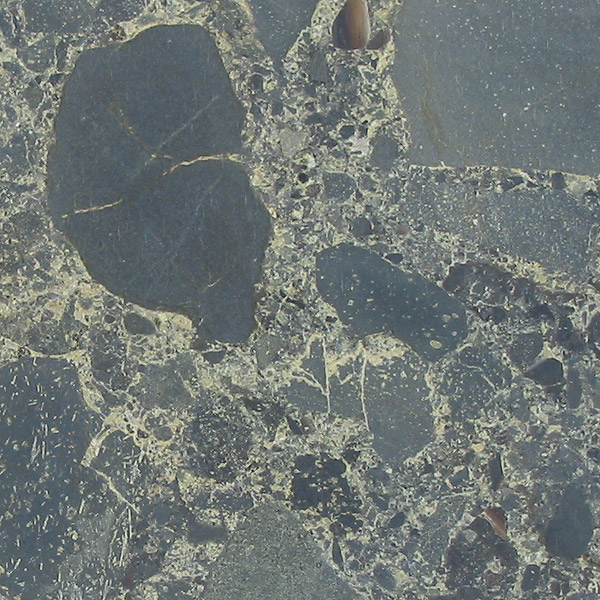
Breccia
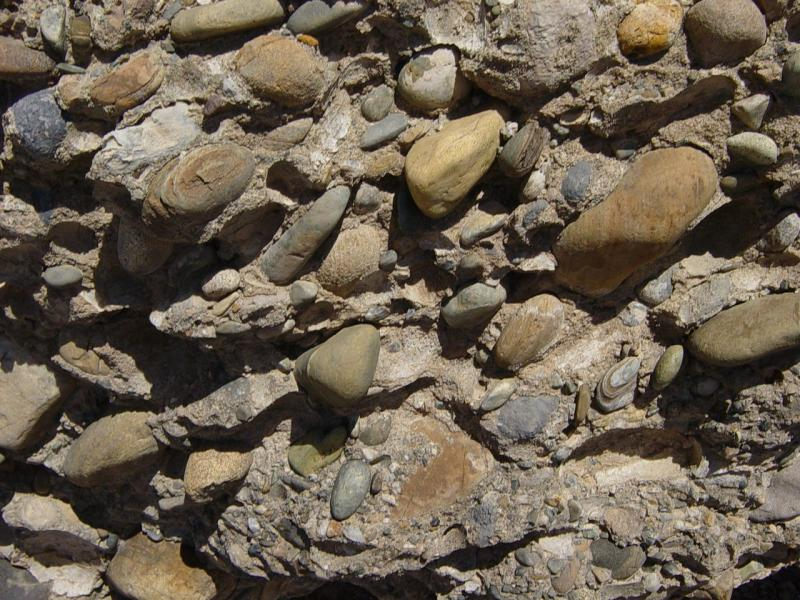
Konglomerat
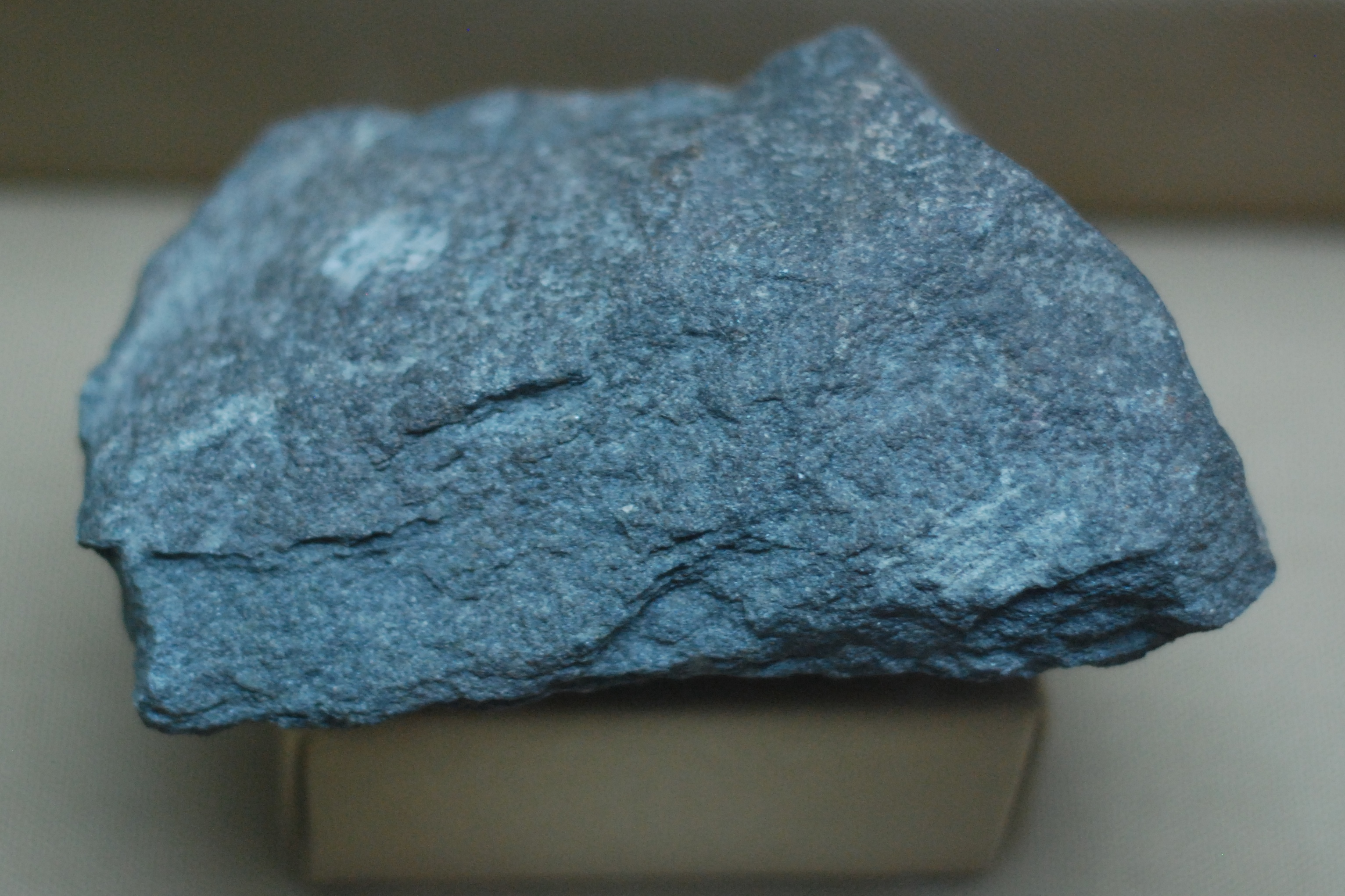
Sandsten, (gråvacka)
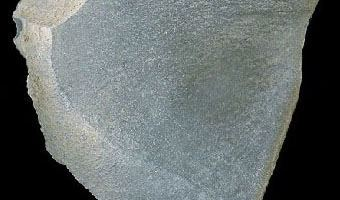
Lersten
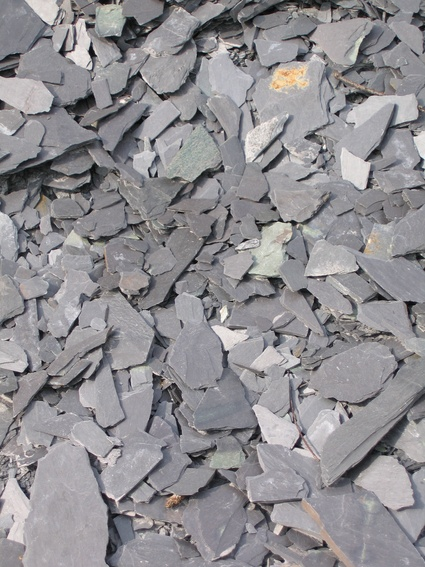
Skiffer, fragment

#### Karbonatbergarter
Kalksten utgör ungefär 10–15 % av jordens sedimentära bergarter. Kalksten finns i Sverige på Gotland, Öland, Skåne och de västgötska platåbergen. Kalciumkarbonat, CaCO3, kan förekomma i form av två mineral; kalcit och aragonit, som måste utgöra minst 50 % av bergarten för att den ska räknas som kalksten. Kalksten kan bildas på flera olika sätt, kalciumkarbonat kan fällas ut ur mättat havsvatten, eller på biologisk väg, genom att djur med kalkskal lämnar sina skal. Det finns både djur som bildar aragonitskal och djur som bildar kalcitskal, och beroende på vilken typ av djur som har befolkat en särskild nisch kan kalkstenen variera mycket mellan olika platser.

#### Kemiskt utfällda bergarter
Den vanligaste typen av kemiskt utfällda bergarter är evaporiter, som bildas när vatten rikt på lösta salter dunstar. Allteftersom dunstningen fortgår ökar koncentrationen av salter, tills vattnet är mättat och salterna börjar fällas ut. Stora evaporitavlagringar har bildats när havsområden dunstat in, något som inträffade vid medelhavet under tidsepoken miocen och längs Döda havets stränder idag. Vanliga evaporitmineral är gips, CaSO4·2 H2O, anhydrit, CaSO4 och halit, NaCl.

#### Organogena bergarter
Organogena bergarter bildas av organiska sediment. Organiska sediment bryts vanligen ned av mikroorganismer, som konsumerar syre. Men om syremängden inte räcker lyckas inte mikroorganismerna bryta ned materialet fullständigt, och det kan bilda en organogen bergart. Dessa bergarter kan bildas både på kontinenter, och i havet. Ett exempel från en kontinental miljö är kol och för havet oljeskiffer. Halten kol och kolföreningar kan uppgå till 25 % och svavelhalten kan vara uppemot 12 %.

#### Pyroklastiska bergarter
Pyroklastiska bergarter bildas när de partiklar som slungas ut vid vulkanutbrott faller ned och sedimenterar.

## Meteoriter

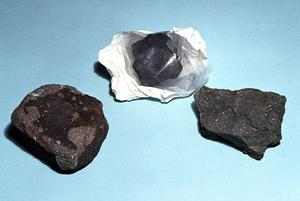
Kolhaltiga kondriter

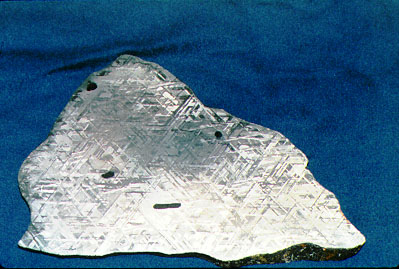
En skiva från en järnmeteorit med det karaktäristiska invändiga mönstret av korsande järn-nickellegeringar.

En meteorit är en bergart som har sitt ursprung i rymden och har alltså inte bildats på jorden. En del meteoriter kan vara kvarlämningar från bildandet av solsystemet för cirka 4,6 miljarder år sedan. Meteoriter består vanligtvis av silikatmineral (95 %) och olika järn-nickellegeringar eller kombinationer av dessa två (5 %).
Meteoriter kommer företrädesvis från kollisioner hos små himlakroppar, som asteroider, vilka genom kollisionen också kommit ur kurs och därför är benägna att korsa planeters banor, och därmed falla ned på dem. Meteoriter är intressanta att studera, eftersom de vanligen härstammar från himlakroppar vars förhållandevis lilla massa inte har förmått driva de geologiska processer som sker på större kroppar. Meteoriterna är därmed mer primitiva och kan bidra med förståelse om solsystemets bildande, och dess första tid. Andra källor till meteoriter är kometkärnor, som det smälter loss grus och stoft från när de passerar nära solen. Det finns även ett drygt tjugotal kända meteoriter med material från planeten Mars och ungefär lika många från månen.
Det enda kända fallet av meteoriter inbäddade i bergstrata, fossila meteoriter, är i ett kalkstensbrott i närheten av Göteborg där det finns 12 lager av kondriter i kalksten som bildats under en period på ungefär 1,75 miljoner år under den geologiska perioden ordovicium, för cirka 480 miljoner år sedan.

### Olika typer av meteoriter
Meteoriter kan klassificeras efter sin sammansättning; sten, järn och nickellegering eller en kombination. Dessa grupper beskrivs mer nedan. Meteoriterna kan också graderas i skalan S1–S6 efter hur omfattande chockmetamorfos de genomgått innan de blev meteoroider, till exempel då den himlakropp de härstammar ifrån sprängdes. Meteoriter som inte förändrats mycket hastigt klassas som S1. Det finns också två system för att klassificera meteoriter efter den grad av sönderfall de uppnått sedan de slagit ned på jorden: A-C respektive W0-W6 där välbevarade meteoriter klassas som A eller W0. 

#### Stenmeteoriter
- Kondriter, eller stenmeteoriter består av mafiska bergarter med små korn som tyder på en snabb nedkylning. Omkring 80 procent av alla meteoriter är pollyhedriter. De bildades under solsystemets barndom och hör till dess äldsta, bevarade materia. De flesta kondriter innehåller kondruler, millimeterstora sfäriska korn, och tros vara upp till 4,6 miljarder år gammal materia som härstammar från asteroidbältet. Det är okänt hur de bildades.
- Kolhaltiga kondriter är stenmeteoriter som innehåller små mängder organiskt material, bland annat aminosyror, och representerar omkring 3 % av alla kondriter.[30] De tros bestå av oförändrat material från solnebulosan, det stoftmoln som solsystemet bildades ur, och har en isotopsammansättning liknande solens.[30]
- Akondriter är en annan underindelning av stenmeteoriter som påminner om mafiska, magmatiska bergarter på jorden och är ibland breccierade. Akronditer tros bestå av ytmaterial från större asteroider, i första hand den massiva asteroiden Vesta, men även planeten Mars.[31]

#### Järnmeteoriter
Järnmeteoriter består av järn-nickellegeringar som kamacit och motsvarar omkring 3,8 % av alla meteoriter. De tros bestå av material från kärnan av söndersprängda asteroider. Järnmeteoriter kan delas in i tre undergrupper, beroende på nickel/järnhalt och kristallstruktur; hexahedriter innehåller 4–6 % nickel, oktahedriter innehåller 6–12 % nickel och ataxiter innehåller över 12 % nickel. Kristallstrukturen hos hexahedriter uppvisar rektangulära mönster, oktahedriter har hexagonala mönster och ataxiter har inga tydliga kristallstrukturer. En äldre benämning på järnmeteoriter är sideriter.

#### Järnstenar
Järnstenar består av en ungefär lika blandning av järn-nickellegeringar och silikatmineral  och motsvarar omkring 0,5 % av alla kända meteoriter. De tros bestå av material från området i gränslandet mellan en himlakropps kärna och dess mantel.

#### Tektiter
Tektiter är glasobjekt som, enligt de flesta forskare, bildats på jorden vid stora meteoritnedslag. Tektiter är sålunda i egentlig mening inga meteoriter.

## Se även

Förenklad karta över Sveriges bergarter baserad på data från SGU.

### Förklarande noter
1. ↑  I detta fallet är den svenska nomenklaturen otillräcklig, då bergarterna av olika metamorf grad som på engelska kallas schist, slate och shale, alla benämns som skiffer på svenska

### Referensnoter
1. ↑  Svenska akademiens ordlista över svenska språket, 10 upplagan tredje tryckningen 1976, ISBN 91-1-730242-0 om ordet mineral i flertalsform
2. ↑  Erich Spicar 1995, Mineral och bergarter, ISBN 91-534-1385-7 sid 137
3. 1 2 3 4 5  Tarbuck; Lutgens, s 194
4. ↑  Andréasson. s 191
5. 1 2 3 4 5 6  Andréasson, s 198
6. ↑  Tarbuck; Lutgens, s 107
7. ↑  Christopherson, Robert W (2000) (på engelska). Geosystems: an introduction to physical geography (4th ed). Upper Saddle River, N.J.: Prentice Hall. sid. 318–319. Libris 4548060. ISBN 0-13-010845-6
8. ↑  Crawford, s 11–12
9. ↑  Tarbuck; Lutgens, s 116–117
10. ↑  Tarbuck; Lutgens, s 105–106
11. ↑  Spicar, s 137
12. 1 2  Andréasson, sid 251
13. ↑  Encyclopedia Of Geology, band 3; s 404
14. 1 2  NE.se, "Metamorfos"
15. 1 2  Tarbuck; Lutgens, s 233
16. ↑  Tarbuck; Lutgens, s 234
17. ↑  Tarbuck; Lutgens, s 235
18. ↑  Tarbuck; Lutgens, s 236
19. ↑  Tarbuck; Lutgens, s 238
20. 1 2 3 4  Woods, s 54
21. ↑  Andréasson, s 235
22. ↑  Encyclopedia Of Geology, band 5; s 26
23. 1 2 3  Andréasson, s 238
24. 1 2 3 4 5  Andréasson, s 239
25. 1 2  Andréasson, s 241
26. 1 2 3  Andréasson, s 242
27. 1 2 3  Encyclopedia Of Geology, band 5 s 233
28. 1 2  Perron
29. 1 2  Encyclopedia Of Geology, band 5; s 235
30. 1 2  Encyclopedia of Astronomy and Astrophysics, "Carbonaceous Chondrite"
31. ↑  Encyclopedia of Astronomy and Astrophysics, "Achondrite"
32. 1 2 3  Encyclopedia of Astronomy and Astrophysics, "Iron Meteorite"
33. 1 2  Encyclopedia of Astronomy and Astrophysics, "Stony-iron Meteorite"

### Webbkällor
- Perron, Claude (2002). ”Meteorites” (på engelska). Encyclopedia of Astronomy and Astrophysics. http://eaa.crcpress.com. Läst 17 augusti 2009.
- Sears, Derek (2001). ”Chondrites” (på engelska). Encyclopedia of Astronomy and Astrophysics. http://eaa.crcpress.com. Läst 17 augusti 2009.
- ”Iron Meteorite, Stony-iron Meteorite, Achondrite, Carbonaceous Chondrite, Stony Meteorite” (på engelska). Encyclopedia of Astronomy and Astrophysics. 2000. http://eaa.crcpress.com. Läst 17 augusti 2009.
- ”Metamorfos”. Nationalencyklopedin, webupplaga. http://www.ne.se. Läst 23 augusti 2009.